# Harmothoe crucis
Harmothoe crucis är en ringmaskart som först beskrevs av Grube 1856.  Harmothoe crucis ingår i släktet Harmothoe och familjen Polynoidae. Inga underarter finns listade i Catalogue of Life.